# Rein Taaramäe
Rein Taaramäe (* 24. April 1987 in Tartu, Estnische SSR) ist ein estnischer Radrennfahrer.

## Karriere
Rein Taaramäe wurde 2005 Dritter der Gesamtwertung der Friedensfahrt für Junioren. In der Saison 2006 siegte er bei den estnischen U23-Meisterschaften im Einzelzeitfahren und gewann die U23-Ausgabe des Grand Prix Plouay. Er startete bei der Weltmeisterschaft 2007 in Salzburg und belegte beim Zeitfahren den 19. Rang. Im gleichen Jahr wurde er Dritter bei Paris–Troyes und gewann kurz darauf eine Etappe beim Circuit des Ardennes, den er als Gesamtfünfter beendete.

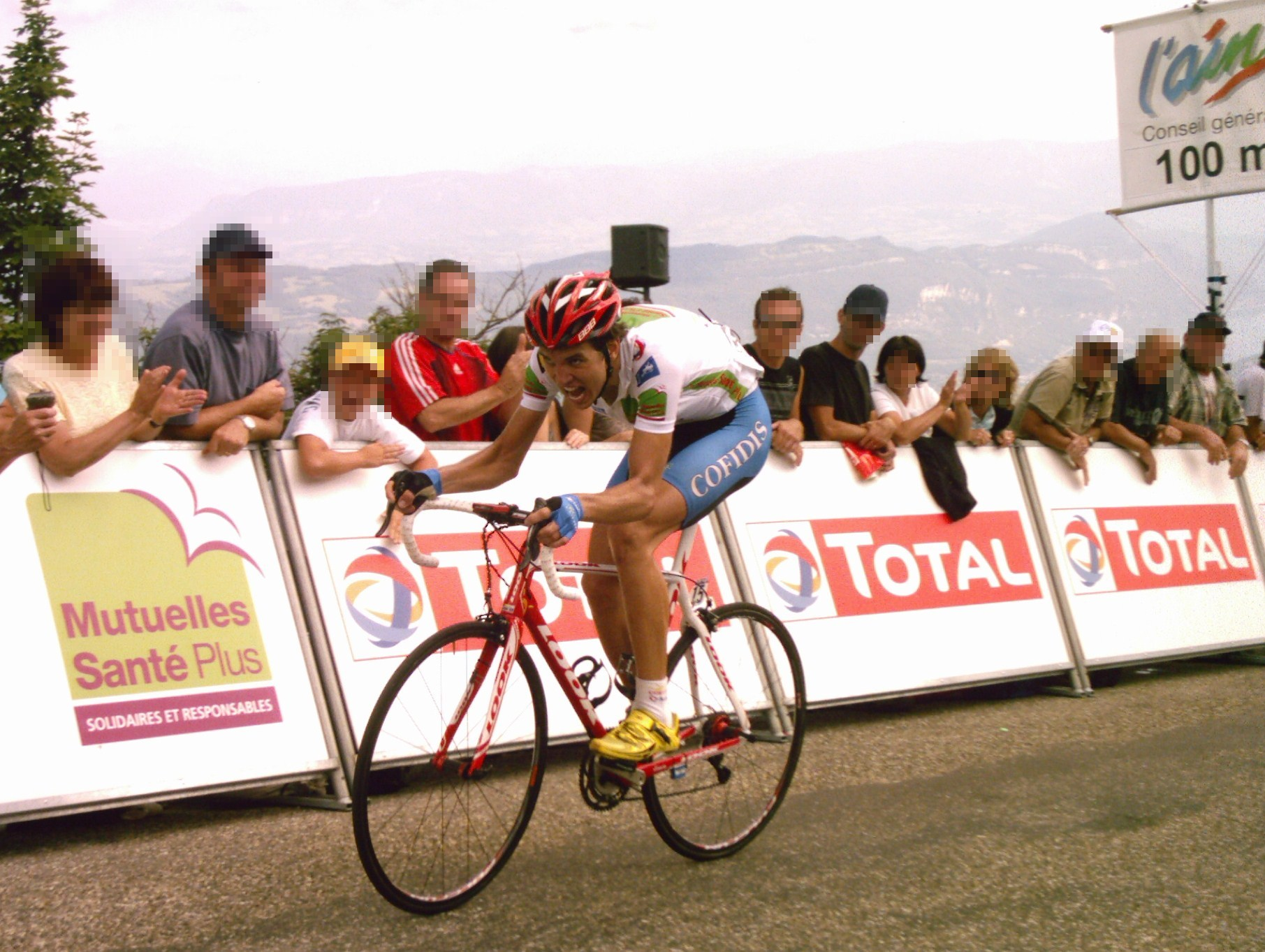
Taaramäe auf dem Weg zu seinem Etappen- und Gesamtsieg bei der Tour de l’Ain 2009

Am 1. August 2007 fuhr er bei dem französischen ProTeam Cofidis – Le Crédit par Téléphone als Stagiaire und erhielt ab der Saison 2008 einen regulären Vertrag. 2008 gewann er zwei Etappen beim Grand Prix du Portugal und wurde in der Gesamtwertung Dritter. Beim Zeitfahren der Olympischen Spiele 2008 in Peking erreichte er den 16. Platz, im Straßenrennen wurde er 48. Er entschied das Zeitfahren auf der sechsten Etappe bei der Tour de l’Avenir für sich.
In seiner zweiten Saison bei Cofidis gewann er die Bergwertung der Baskenland-Rundfahrt 2009.  Anschließend nahm er an der Tour de Romandie teil, wurde dort einmal Etappenzweiter  und belegte in der Gesamtwertung den dritten Rang. Bei der Tour de Suisse erreichte er den achten Gesamtplatz. Bei den estnischen Meisterschaften 2009 gewann Taaramäe seine ersten Elitetitel im Straßenrennen und im Einzelzeitfahren. Danach startete er bei der Tour de l’Ain und gewann mit einem Sieg auf der Schlussetappe auch die Gesamtwertung. Ende August nahm er dann an der Vuelta a España, seiner ersten Grand Tour, teil und wurde 74. der Gesamtwertung.
Die Saison 2010 begann für Taaramäe mit einem achten Platz bei Paris–Nizza. Anschließend gelang ihm mit dem dritten Platz bei der Katalonien-Rundfahrt 2010 ein Podiumsplatz mit nur 43 Sekunden Rückstand auf den Sieger Joaquim Rodríguez. Seine erste Tour de France beendete der Este auf der 13. Etappe.
Bei Paris–Nizza 2011 fuhr Taaramäe mit 1:10 min Rückstand auf den Sieger Tony Martin auf den vierten Platz in der Gesamtwertung. Anschließend wurde er erneut estnischer Meister im Einzelzeitfahren und nahm ein weiteres Mal an der Tour de France teil. Nach der 18. Etappe trug er für einen Tag das Weiße Trikot des besten Nachwuchsfahrers und wurde Gesamtwertungselfter. Bei der Vuelta a España 2011 gewann er die 14. Etappe, musste aber auf der 17. Etappe aufgeben.
Im Jahr 2012 gewann Taaramäe erneut die estnische Meisterschaft im Einzelzeitfahren, konnte aber an die Ergebnisse des Vorjahres nicht anknüpfen. Die Tour de France beendete er als 36 und trug zwei Tage das Weiße Trikot. 2013 war die Situation ähnlich: Zwar wurde Taaramäe zum zweiten Mal estnischer Straßenmeister, fuhr sonst aber nur wenige Rennen und wurde 102. bei der Frankreich-Rundfahrt.
Im Frühjahr 2014 unterzog sich Taaramäe wegen Atemproblemen einer Operation am Kehlkopf. Wenig später startete er bei der Türkei-Rundfahrt, gewann eine Etappe und war Gesamtführender. Letztendlich musste er sich aber Adam Yates um fünf Sekunden geschlagen geben. Bei der Tour de France 2014 ging die Cofidis-Mannschaft mit Taaramäe und Daniel Navarro als Kapitäne an den Start. Während Navarro die Rundfahrt vorzeitig beenden musste, erreichte Taaramäe den 88. Gesamtrang.
Zur Saison 2015 wechselte Taaramäe für ein Jahr zum kasachischen Astana Pro Team und gewann sein erstes Rennen für seine neue Mannschaft, die Vuelta a Murcia, nach einer Soloflucht über 50 Kilometer. Im Laufe der weiteren Saison gewann er die Gesamtwertungen der Burgos-Rundfahrt und des Arctic Race of Norway. Die Tour musste er auf der elften Etappe wegen einer Erkrankung aufgeben. Zur Saison 2016 wurde er Mitglied im Team Katusha und gewann er eine Etappe des Giro d’Italia sowie die Gesamtwertung der Slowenien-Rundfahrt 2016. In der Saison 2017 blieb er jedoch ohne zählbaren Erfolg, so dass er das Team Katusha nach zwei Jahren wieder verließ.
Einen neuen Vertrag erhielt Taaramäe zur Saison 2018 beim französischen Team Total Direct Énergie, für das er drei Jahre fuhr. Zu seinem wichtigsten Erfolg in dieser Zeit zählt der Gewinn der nationalen Meisterschaften 2019 im Einzelzeitfahren. Zur Saison 2021 kehrte er mit dem Team Intermarché-Wanty-Gobert Matériaux in die UCI WorldTour Zurück. 2021 fügte er seinen Palmarès einen weiteren wichtigen Erfolg hinzu, als er die dritte Etappe der Vuelta a España 2021 gewann und damit das rote Trikot eroberte und dieses auf der vierten Etappe noch verteidigen konnte. In den Jahren 2022 bis 2024 wurde er drei weitere Male estnischer Zeitfahrmeister, ehe er mit der Saison 2025 zum japanischen UCI Continental Team Kinan Racing wechselte.

## Erfolge
2006
- Estnischer Meister – Einzelzeitfahren (U23)
- Grand Prix Plouay (U23)

2007
- eine Etappe Circuit des Ardennes

2008
- zwei Etappen Grand Prix du Portugal
- eine Etappe Tour de l’Avenir

2009
- Bergwertung Vuelta al País Vasco
- Estnischer Meister – Einzelzeitfahren
- Estnischer Meister – Straßenrennen
- Gesamtwertung und eine Etappe Tour de l’Ain

2011
- Estnischer Meister – Einzelzeitfahren
- eine Etappe Vuelta a España

2012
- Estnischer Meister – Einzelzeitfahren

2013
- Estnischer Meister – Straßenrennen

2014
- eine Etappe Presidential Cycling Tour of Turkey
- Tour du Doubs

2015
- Vuelta a Murcia
- Estnische Meisterschaften – Straßenrennen
- Gesamtwertung und Mannschaftszeitfahren Burgos-Rundfahrt
- Gesamtwertung Arctic Race of Norway

2016
- eine Etappe Giro d’Italia
- Gesamtwertung und eine Etappe Tour de Slovénie

2019
- Estnischer Meister – Einzelzeitfahren

2020
- Bergwertung Tour of Rwanda

2021
- Estnischer Meister – Einzelzeitfahren
- eine Etappe Vuelta a España

2022
- Estnischer Meister – Einzelzeitfahren

2023
- Estnischer Meister – Einzelzeitfahren

2024
- Estnischer Meister – Einzelzeitfahren

2025
- Estnischer Meister – Einzelzeitfahren

## Grand Tours-Platzierungen
| Grand Tour            | 2009 | 2010 | 2011 | 2012 | 2013 | 2014 | 2015 | 2016 | 2017 | 2018 | 2019 | 2020 | 2021 | 2022 | 2023 | 2024 |
| --------------------- | ---- | ---- | ---- | ---- | ---- | ---- | ---- | ---- | ---- | ---- | ---- | ---- | ---- | ---- | ---- | ---- |
| Giro d’ItaliaGiro     | –    | –    | –    | –    | –    | –    | –    | 29   | –    | –    | –    | –    | 51   | 46   | DNF  | –    |
| Tour de FranceTour    | –    | DNF  | 11   | 36   | 102  | 88   | DNF  | –    | –    | DNF  | 66   | –    | –    | –    | –    | –    |
| Vuelta a EspañaVuelta | 74   | –    | DNF  | –    | –    | –    | –    | DNF  | 147  | –    | –    | –    | 55   | DNF  | DNF  | DNF  |